# 井原まなみ
井原 まなみ（いはら まなみ、1938年7月17日 -）は日本の推理作家。夫は同じく推理作家の石井竜生。

## 経歴・人物
満洲国新京出身。中学1年で終戦を迎え、引き揚げ後、広島県などで育った。中央大学法学部卒業後、文部省事務官として東京大学に勤務。7年間の結婚生活と離婚の後、1971年8月に裁判所事務官上級職の試験場で石井竜生と出会い、1972年に再婚。主婦のかたわら文筆活動を行う。宅地建物取引士（当時は宅地建物取引主任者）として不動産会社に勤務したこともある。
1976年、石井竜生との夫婦合作「アルハンブラの想い出」で第15回オール讀物推理小説新人賞。1985年、同じく石井との合作「見返り美人を消せ」で第5回横溝正史賞受賞。
新聞のインタビューで、男女の役割を性別で分けるべきではないと述べている。民法改正を主張し「日本の家族法は子どもの権利を十分認めていない点で欧米の法律よりかなり遅れています」としている。

## 主な著作

### 単著
- 『シーラカンスの海』（1990年、早川書房）
- 『悪魔の果実殺人事件』（1993年、光文社）
- 『原宿おしゃれ事件簿』シリーズ（2000年、ポプラ社）

### 石井竜生との合作
- 『見返り美人を消せ』（1985年、角川書店）
- 『警察署長』シリーズ（1997年、光文社）
- 『壁のない密室』（2004年、文藝春秋）